# International Heart Journal
International Heart Journal is een internationaal, aan collegiale toetsing onderworpen wetenschappelijk tijdschrift op het gebied van de cardiologie.
Het verschijnt tweemaandelijks; het eerste nummer verscheen in 2005.
De naam wordt in literatuurverwijzingen meestal afgekort tot Int. Heart J.